# Palacio de Frederiksborg
El palacio de Frederiksborg (en danés: Frederiksborg slot) es un complejo palaciego ubicado en Hillerød, Dinamarca, construido sobre tres islotes del Slotssø, «lago del palacio» y unido a un gran jardín de estilo barroco. Edificado por Hans van Steenwinckel el Viejo como residencia real del rey Cristian IV de Dinamarca entre 1560 y 1630, reemplazando a un castillo más antiguo adquirido por Federico II, en cuyo honor se nombró al edificio, se convirtió en el mayor palacio de estilo renacentista de Escandinavia. Simboliza la potencia de la monarquía absoluta danesa. En efecto, la familia real lo habitaba cuando Dinamarca era una monarquía absoluta que se extendía hasta Noruega y Islandia.
De 1671 hasta 1840, en la capilla del palacio se celebraron las coronaciones de todos los reyes daneses menos Cristián VII.
Tras un gran incendio en 1859, el palacio fue reconstruido basándose en antiguos planos y pinturas. Gracias al apoyo social y al filántropo y cervecero J. C. Jacobsen, el edificio, con sus habitaciones y salones, fueron restaurados en 1882. En ese año abrió al público como Museo Nacional de Historia.
Abierto durante todo el año, el museo alberga la colección más grande de retratos de Dinamarca. También se da la oportunidad de visitar las habitaciones reales, incluyendo la restaurada Sala Valdemar, el Gran Salón, así como la capilla y la Sala de audiencias que fueron muy dañadas durante el incendio y contienen lujosas decoraciones.

## Galería

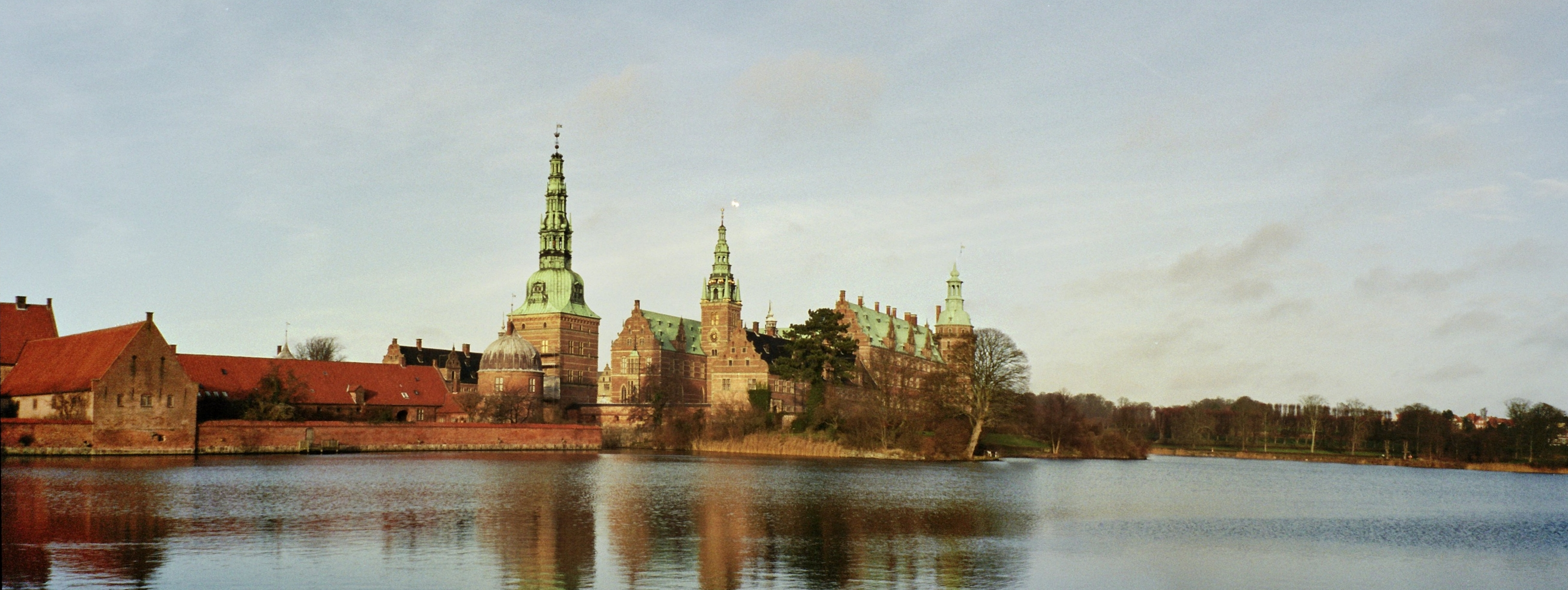
Vista general
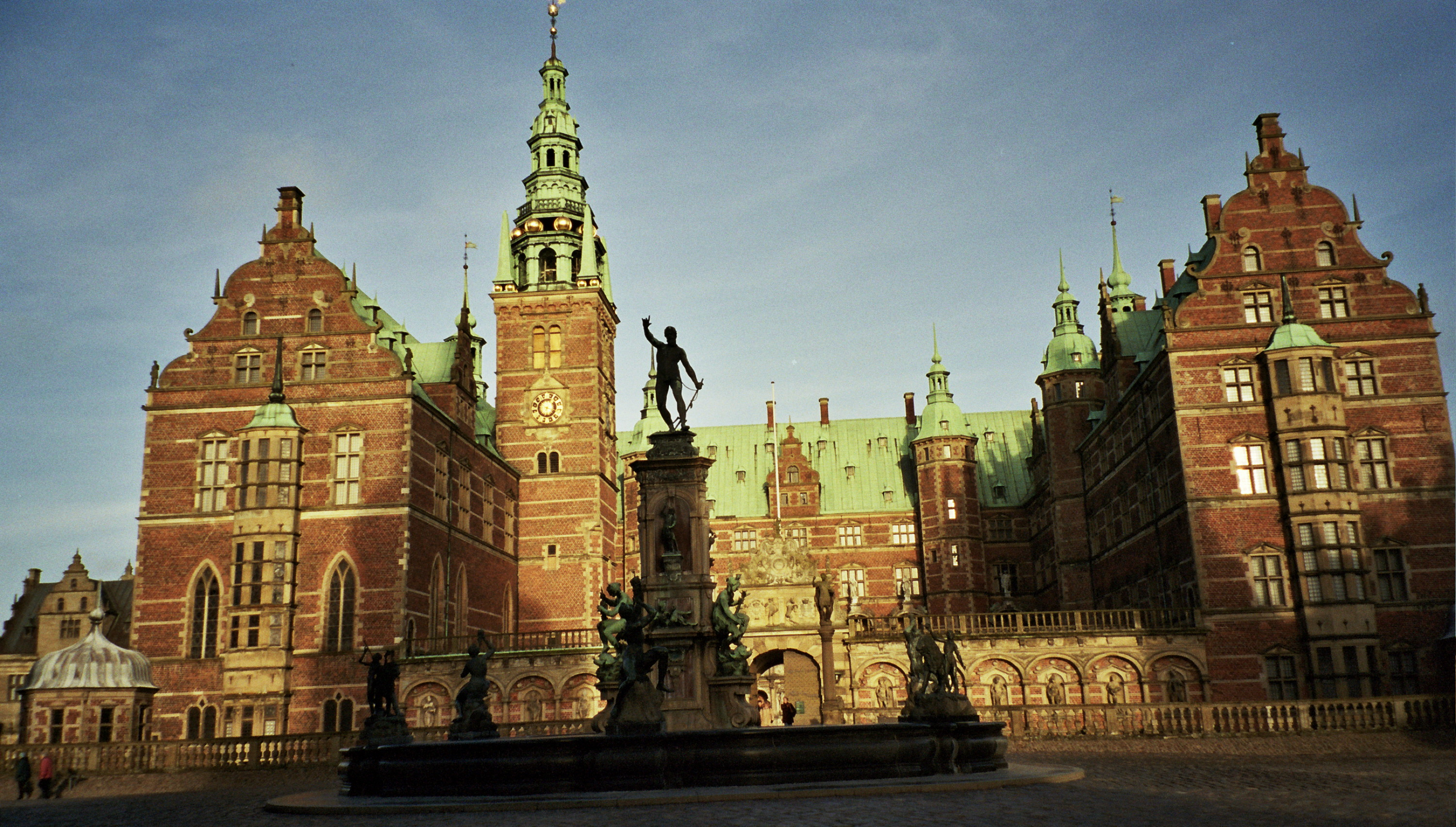
Fachada del palacio
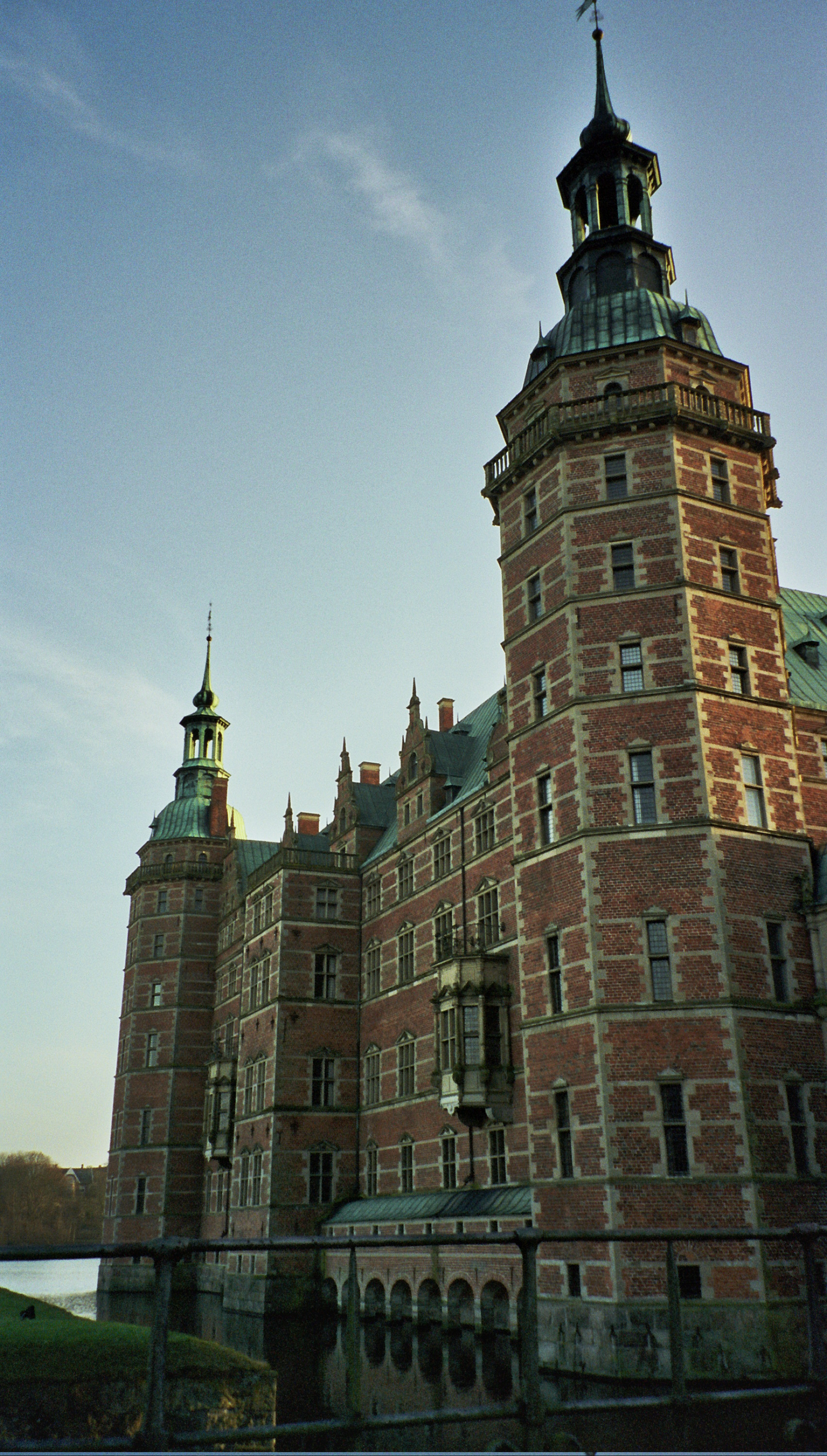
Detalle
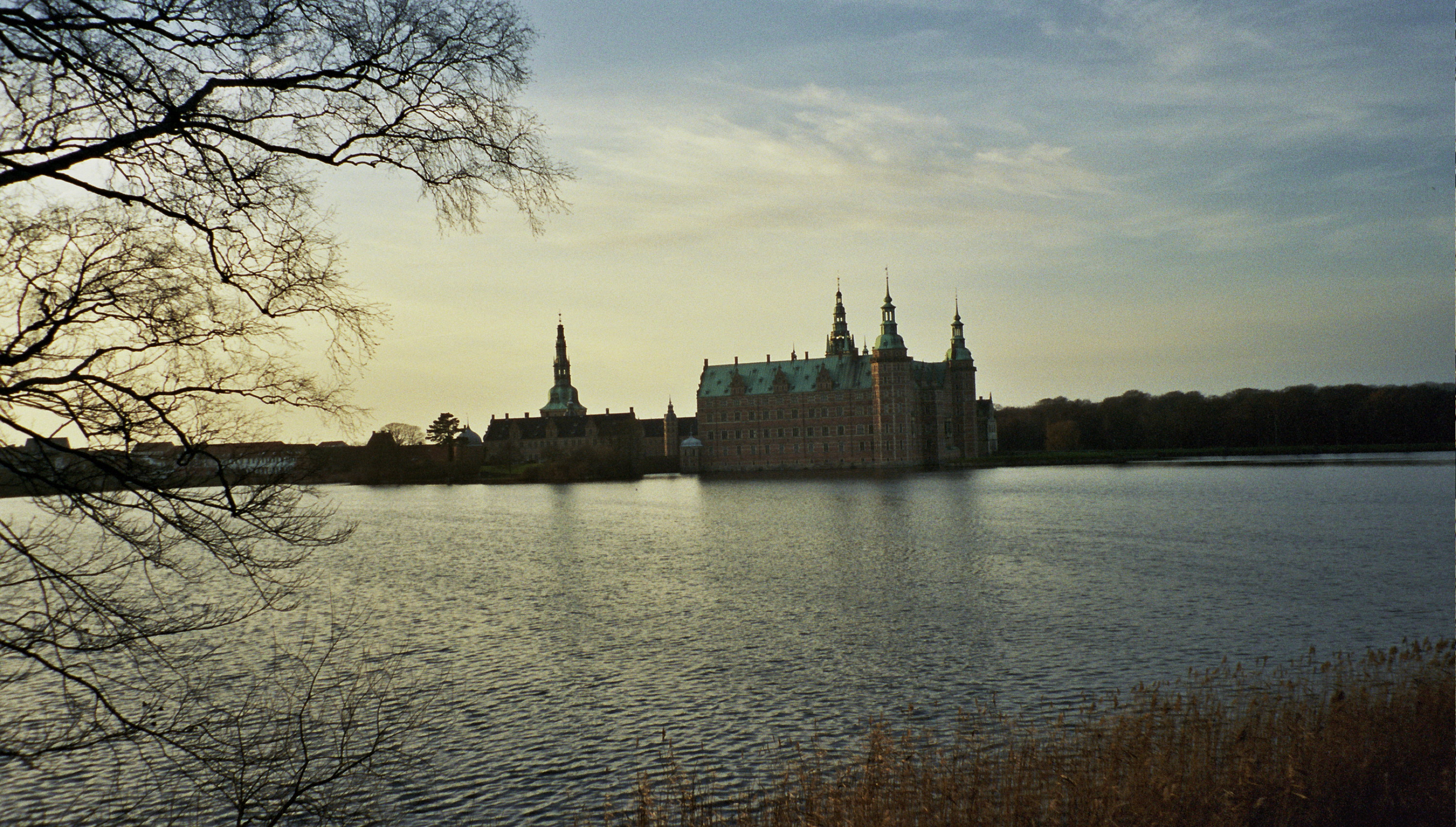
Lago y palacio